# 2007년 현대 유니콘스 시즌
2007년 현대 유니콘스 시즌은 현대 유니콘스의 마지막 시즌이다. 김시진 감독이 팀을 이끌었고  이 과정에서 감독 물망에 오른 김용달 타격코치가 김재박 전 감독과 함께 LG로 이동했으며 김용달 코치 외에도 정진호 코치가 LG로 자리를 옮겼고 김시진 감독은 역대 통산 100선발승 이상(통산 108선발승) 투수 출신 1호 감독이 됐는데 롯데 시절인 1990년 4월 25일 잠실 OB전 완봉승으로 역대 1호 통산 100선발승에 도달했다.
그러나, 김시진 감독이  경기 초반부터 잦은 번트 지시를 한 점 - 투수관리 미흡 - 노환수 조용훈으로 대표되는 몇몇 투수들만 자주 기용하는 투수운용  -  지나친 좌우놀이 등으로 답답한 경기운영을 보여줬다는 지적을 받았고 타선에서는 2군에서 좋은 성적을 기록하는 선수들에게 기회를 잘 주지 않아 시즌 6위를 기록했으며 시즌 종료 후 팀이 해체되어 선수단은 신생 구단인 우리 히어로즈에 인계되었다.
한편, 태평양 돌핀스 시절이던 1992년부터 이 해(2007년)까지 플로리다(브래든턴)에서 전지훈련을 하여(16년 연속) 역대 한국 프로야구 미국 전지훈련 최장기간 기록을 보유하고 있으며 일본 프로야구에서는 1978년부터 1990년까지 야쿠르트(애리조나주 유마에서 13년 연속)가 최고 기록이고 일본 프로야구에서 2년 연속 플로리다 전지훈련을 간 팀은  1986년(델레이 비치) 1987년 (새러소타) 닛폰햄이 유일한데 1987년에는 캔자스시티 로열스 산하 마이너리그 걸프코스트리그 로열스와 합동훈련을 하여 일본 프로야구 전지훈련 팀들 중 유일하게 미국 마이너리그와 합동훈련을 치뤘다.

## 타이틀
- 야구 월드컵 국가대표: 송신영, 조용훈, 황두성, 유한준, 황재균
- KBO 페어플레이상: 이숭용
- 일구상 코치상: 금광옥
- 제일화재 프로야구대상 신인상: 조용훈
- 올스타 선정: 전준호 (외야수), 브룸바 (지명타자)
- 올스타전 추천선수: 김수경, 장원삼, 김동수, 이택근
- OSEN 선정 방출 선수 라인업: 임선동 (1선발)
- 컴투스프로야구 선정 마지막 왕조 라인업: 김수경, 정민태, 황두성, 전준호(1969년), 이숭용, 강귀태, 송지만, 브룸바
- 연봉으로 본 올스타: 송지만 (우익수)
- 출장(타자): 브룸바 (126)
- 볼넷: 브룸바 (100)
- 희생타: 김일경 (36) -> 구단 역대 1위

### 퓨처스리그
- 전국종합야구선수권대회 MVP: 전근표
- 퓨처스 올스타전 우수투수상: 이현승
- 퓨처스 올스타전 홈런레이스 우승: 조평호
- 퓨처스 올스타: 이현승, 조평호, 황재균, 오윤
- 3루타: 김남형 (6)

## 선수단
- 선발투수 : 장원삼, 김수경, 전준호 (1975년), 캘러웨이, 정민태
- 구원투수 : 조용훈, 박승민, 황두성, 노환수, 김성태, 마일영, 김민범, 오성민, 이상열, 장시환, 이현승, 이동학, 노병오
- 마무리투수 : 송신영, 김세현, 박민주, 전유수, 조순권, 이보근
- 포수 : 김동수, 강귀태, 유선정, 허준
- 1루수 : 이숭용, 강병식, 조중근, 홍원기
- 2루수 : 김일경, 채종국, 유덕형
- 유격수 : 황재균, 지석훈, 차화준, 서한규
- 3루수 : 정성훈, 강정호
- 좌익수 : 송지만, 전준호 (1969년), 전근표, 오윤
- 중견수 : 이택근, 정수성
- 우익수 : 권도영, 이승주, 조평호, 유한준
- 지명타자 : 브룸바, 김남형

## 여담
- 해외파 특별 드래프트에서 김병현을 지명했다. 김병현은 이후 지명권을 승계한 넥센 히어로즈에 입단하게 되었다.
- 송지만은 연봉 6억 원으로 구단 사상 최고 연봉 기록을 세웠다.
- 이 시즌에 현대 유니콘스 2군은 전국종합야구선수권대회에서 우승을 차지했다. 이현승이 결승전 승리투수가 되었다.
- 5월 20일에 채종국을 SK 와이번스로 보내고 조중근을 영입하는, 구단 사상 마지막 트레이드를 진행했다.
- 2006년에 입단한 투수 박민주는 2007년 6월 7일 한화 이글스와의 경기에서 데뷔전을 치러 0.1이닝 무실점을 기록했는데, 이후 2018년까지 선수 생활을 했음에도 1군에 한 경기도 등판하지 못해 데뷔전이 1군 마지막 등판이 되었다.
- 김일경은 전반기 희생타 24개로 KBO 리그 단일 시즌 전반기 최다 기록을 세웠다.
- 이상열은 7월 27일 LG 트윈스와의 경기에서 홀드를 추가하여 삼미 슈퍼스타즈-청보 핀토스-태평양 돌핀스-현대 유니콘스 소속으로 50홀드를 달성한 유일무이한 투수로 남게 되었다. 다만 해당 경기는 뒤이어 등판한 조용훈의 블론세이브로 인해 무승부로 끝났다.
- 8월 16일에 이종선을 신인드래프트 2차 7라운드에 지명했다. 이로써 이종선은 현대 유니콘스에 지명된 마지막 선수가 되었다.
- 장원삼은 10월 3일 두산 베어스와의 경기에서 패전 투수가 되어 팀 사상 마지막 패전 투수가 되었다.
- 전준호(1969년)는 KBO 리그 역대 최초로 통산 200 도루실패를 기록했다.
- 전준호(1969년)는 현대 유니콘스 소속 통산 타율 0.2923으로 박재홍에게 0.0001 차이로 밀리게 되어 현대 유니콘스 통산 타율 1위 타이틀을 놓치게 되었다.
- 이 시즌은 KBO 리그 사상 13번째로 규정 이닝 충족 투수 전원이 양수 WAR을 기록한 시즌이다. 이 중 가장 WAR이 낮았던 전준호(1975년)는 WAR 1.03을 기록했다.
- 정민태는 이 시즌을 끝으로 KIA 타이거즈로 이적하여 구단 사상 통산 최고 WAR(39.33) 기록을 세웠다. 참고로 현대 유니콘스 시절만 따져도 구단 사상 1위다(34.80).
- 마일영은 이 시즌 월요일 경기 피OPS 5.000으로 KBO 리그 역대 단일 시즌 월요일 경기 최고 기록을 세웠다.
- 이택근은 외야수 부문 4위로 KBO 골든글러브 수상에 실패했는데, 3위로 입상한 이대형과 단 1표 차이였다.
- 조용훈은 조아제약 프로야구대상에서 신인상을 수상하여 구단 사상 마지막 조아제약 프로야구대상 수상자가 되었다.
- 노병오와 손승락은 시즌 종료 후 경찰 야구단에 입대했다. 그러나 입대 후 얼마 지나지 않아 현대 유니콘스가 해체되어 이들은 현대 유니콘스에서 경찰 야구단에 입대한 마지막 선수들이 되었다.
- 브룸바는 팀이 해체될 때까지 팀에 남아있던 유일한 외국인 선수가 됨에 따라 현대 유니콘스 역대 마지막 외국인 선수가 되었고, 이후 우리 히어로즈에 입단했다.
- 시즌 최종전이자 구단 사상 마지막 경기에서는 김수경이 선발 등판해 팀 사상 마지막 승리 투수가 되었고, 마일영이 마지막 홀드, 황두성이 마지막 세이브를 챙겼다. 가장 마지막에 타석을 소화한 타자는 5번 타자 정성훈이었다.
- 정수성은 KBO 퓨처스리그 사상 최초로 통산 100도루를 달성했다.

## 같이 보기
- 1990년 태평양 돌핀스 시즌
- 1991년 태평양 돌핀스 시즌
- 1992년 태평양 돌핀스 시즌
- 2001년 현대 유니콘스 시즌
- 2002년 현대 유니콘스 시즌
- 2005년 현대 유니콘스 시즌
- 2006년 현대 유니콘스 시즌